# かくかくしかじか
『かくかくしかじか』は、東村アキコによる日本の漫画。『Cocohana』（集英社）2012年1月号から2015年3月号まで連載された。
2025年に実写映画版が公開された。

## 概要
東村アキコが幼年時代からの生い立ちと、有名漫画家になるまでの女性漫画家版『まんが道』を想定して描く自伝エッセイ漫画。
もともと、女性漫画家が描いたことがなかった『まんが道』的な作品を描きたいという思いがかねてからあった。また、日高絵画教室（作中の仮名）で東村が休日アルバイト講師をしていた頃の生徒で元アシスタントであるはるな檸檬からの「日高先生のことは描かないんですか」という示唆があり、その二つが合わさり製作につながった。
作品中では塾を手伝っていた先生の夫人の存在が完全に消し去られ、あたかも一人暮らしの独身のように描くなど、大きく脚色されてはいるが、「日高先生本人」のことは一切脚色せず、実際の言動を、これでも控えめに描いている、と東村は主張している。また単行本でも言及しているが、本人の言によると東村は記憶力が人一倍よく、出来事や人物を映像として明確に覚えている。
連載後半はアシスタントが泣きながら作業していることが多く、最終回は東村もアシスタントも泣きながら仕上げた。
2015年、第8回マンガ大賞および第19回文化庁メディア芸術祭マンガ部門大賞を受賞した。

## テーマ
どうやって「美大に合格したか」、「漫画家になれたか」と、東村は、よく若い子に聞かれるが、絵を描くということは、ただ手を動かし「描くこと」、「どれだけ手を動かしたか」が全てだ。日高教室で同じものを何回も何十回も強制的に描かされた。それがよかったと思う。楽しくだけでない押しつけるような、きつい先生に出会うこともだいじだ。大学で描けなくなったのは、「何を描くか」、「自分の描きたいものは」と考えたからだ。根気のない子や頑張れない子、逃げで描く子は無理だ。絵を描くことに生活で一番集中してないと。しかし、口で言うと偉そうだし、若い子には伝わらないので漫画で表そうとした。若い子は、ある日何か降りてきて、いつかすっと描けるようになると思っている。それは違って、しんどいが想念の海の中から無理やり、何か掴んで引きずり降ろすしかない。

## あらすじ

### 美大受験編
林明子は、宮崎県の片隅で伸び伸びと育ち、自分は絵の天才だと思い込みながら「少女漫画家」になることを夢見ていた。高校生になった明子は、「美術大学に進学して、在学中に漫画家としてデビューする」という無謀な計画を立て、高校3年生で美大進学を目指そうと決意する。
デッサン力もなく油絵経験のない明子は、美大受験を目指すクラスメイトが通っている「日高絵画教室」の美大進学コースに通うことになる。しかし、講師をしている画家 日高健三に、それまでの自信と天才との思い込みを粉々に打ち砕かれ、待っていたのは罵声と竹刀とアイアンクローのスパルタ指導であった。
それ以降、厳しくも優しい恩師・日高先生と、お調子者のミラクルガール・明子が、ときに笑い涙し反発しながらも、二人三脚で美大合格を目指すことになる。

### 美大編
無事に金沢の美大に合格した明子だったが、大学では遊びふけり授業に身が入らず、スランプで絵が描けなくなり、まったく漫画を描かない状態が続いていた。帰省した明子は、「日高絵画教室」で絵を描かされて、ようやくスランプから脱出する。
その後、西村というイケメンの彼氏も出来て、人生の春を謳歌する明子。そんな中、日高が突然に訪ねてきて、一緒に大学見学を強要した挙句に、明子の部屋に泊まろうとする。そのため明子は、日高を自分の部屋に置きざりにして、彼氏の部屋に退避する。翌日、日高を空港まで送ってから明子が部屋に戻ると、そこには焼酎が残されていた。日高は20歳になり成人した明子と、一緒に酒が酌み交わして夜通し話がしたかったのだと明子は悟る。
4年生になった明子は就活で悪戦苦闘するが、日高のツテで「私立高校の美術の先生」になることが決まる。

### 美大卒業後
卒業した明子は帰郷するが、強いコネを持った他人が横入りしてきて、不採用になった明子はプータローとなり、「日高絵画教室」で講師のアルバイトをすることになる。父親の会社のコールセンターで働きながら、講師のアルバイトを続け、ストレスで極限まで追い詰められた明子は、「会社を辞めるため」に漫画を描き始める。
『ぶーけ』のコンテストに応募した作品は、本誌掲載＆デビューが可能な「3席」に入賞するも、水性ボールペンで描いていたため掲載が見送られてしまう。担当編集者が付いた明子は、その後に描いた読切作品で漫画家デビューし、日高に自分の漫画を見せるが、日高は「漫画で儲けた金で絵画を続けろ」と強要する。
漫画家になるため、日高から離れることを決意した明子は、コールセンターと絵画教室のアルバイトという激務の中で、ひたすら読切漫画を描き続けていく。月刊連載が開始され、貯金も貯まった明子は、出版社のパーティーで知り合った漫画家 石田拓実のいる大阪へと引っ越しする。

### 日高の死
プロ漫画家として順調にステップアップしていく明子に、日高から電話があり「肺がんで余命4か月」と告げられ、絵画教室の後継者になってほしいと懇願される。宮崎に帰郷した明子であったが、最終的に日高絵画教室を継ぐことはせず、漫画家の道を歩んでいくことを選択する。
余命4か月よりも長く生きて、最後まで絵を描き続けていた日高であったが、病には打ち勝つことはできず亡くなってしまう。葬儀には、大勢の絵画教室の仲間たちが集まり、思い出話に花を咲かせる。
10数年後、本作の執筆をしながら、「描け」と叫び続けてきた日高のことに想いを馳せたところで、物語は終わりを告げる。

## 登場人物

### 主要人物
林 明子（はやし あきこ）
本作の主人公。後の東村アキコ。
物心がつくころから少女漫画家を目指し、『りぼん』、『ぶ〜け』を読みふける。高校では美術部長で、日高に教えられ絵を描くことに努力するようになる。
自信過剰なお調子者であるが、自分の意見が言えず優柔不断な面もある。名前は本名の「森」をもじったもの。
日高 健三（ひだか けんぞう）
日高絵画教室開設者で先生。スパルタ指導で高校生に美大受験指導をする。
一般の街の絵画教室も兼ねて老人子供も学ぶが同様の指導法。九州ではけっこう有名な画家だが、団体に入らない異端児。29歳から画家を志し有名画家の弟子になり学ぶが、年齢のため美大には入っていない。
明子のため、受験時には月5000円の月謝のまま、無償奉仕で日を増やし指導を行う。払えない家の子のため月謝は上げず貧乏で、そうでないように見えて「誰よりもお人好しの宮崎人気質」。 あらゆることに正面から向かう。
教え子には相談できない病気により身体が徐々に蝕まれてしまう。
日高健三は本作中の仮名で、本名は日岡兼三。

### 他の人物
母親
専業主婦、ママさんバレーに熱心。
内職でシルバニアファミリーの洋服を作っていたという器用さで、スクリーントーンのきれいな貼り方もすぐ覚え、娘のデビュー第2作を手伝った。
父親
NTT勤務で転勤族。マイペースな性格。
弟
明子に誘われ美術部に入る。のちに森繁拓真として姉と同じく漫画家デビューする。
二見（ふたみ）
高校のクラスメイトで美術部員。クールなミーハー女子。
唯一の美大進学希望の仲間で、日高絵画教室へも通い明子を誘う。フリッパーズギターのファン。東京学芸大学に合格するが、わずかで退学してしまう。
今田（いまだ）
通称、今ちゃん。高校で2年下。
ヤンキーだが、明子に美術の才能を見いだされ、美術部に入部。日高絵画教室へも通い、多摩美術大学の油絵科に合格する。卒業後はスペインに絵画留学する。
佐藤（さとう）
日高教室で東村が講師をしていた時代の教え子。当時は高校生。
のちに東村のアシスタントを得て、はるな檸檬として漫画家デビューする。
石田拓実
漫画家デビュー以来の親友漫画家。
特に大阪時代ではともに漫画家としての青春を過ごす。
U岡
集英社に勤務する東村の初代担当。
西村（にしむら）
金沢美大時代から大阪時代までの東村の彼氏。東村というペンネームの由来にもなる。
中田(なかた)
明子の高校の美術部の顧問の先生。ベレー帽とボウタイがトレードマーク。温和でおだやかな性格。
児玉(こだま)
日高絵画教室に通う生徒。高齢の男性で日高よりも年上なため生徒達を呼び捨てで呼ぶ日高からも「児玉さん」と呼ばれている。
よし子、たかし
日高絵画教室に通う生徒。推定年齢8歳と6歳の姉弟。明子の描いた絵を見て「ゴリラ」とからかった。

## 書誌情報
- 東村アキコ 『かくかくしかじか』 集英社〈愛蔵版コミックス〉、全5巻

1. 2012年7月25日発売、ISBN 978-4-08-782457-5
2. 2013年5月24日発売、ISBN 978-4-08-782653-1
3. 2014年1月24日発売、ISBN 978-4-08-782746-0
4. 2014年7月25日発売、ISBN 978-4-08-782797-2
5. 2015年3月25日発売、ISBN 978-4-08-792004-8

## 実写映画
2025年5月16日に公開された。

### キャスト
- 林明子：永野芽郁[14]
- 北見：見上愛[15]
- 佐藤：畑芽育[15]
- 今ちゃん：鈴木仁[15]
- 西村くん：神尾楓珠[15]
- 川崎くん：森愁斗[14]
- みっちゃん：河村花
- 青柳翔[14]
- 長井短[14]
- よし子(姉)  :  永吉夏音
- たかし(弟)  :  平野央
- 岡さん：津田健次郎[15]
- 斉藤由貴（特別出演）[14]
- 中田先生：有田哲平[15]
- 明子の母親：MEGUMI[15]
- 明子の父親：大森南朋[15]
- 日高健三：大泉洋[14]

### スタッフ
- 原作：東村アキコ『かくかくしかじか』（集英社刊）
- 監督：関和亮[14]
- 脚本：東村アキコ、伊達さん[14]
- 音楽：宗形勇輝[14]
- 主題歌：MISAMO「Message」（ワーナーミュージック・ジャパン）[16]
- 製作：矢延隆生、山田邦男、細野義朗、東村アキコ[14]
- 製作統括：臼井裕詞[14]
- プロデューサー：加藤達也、櫻井雄一[14]
- アソシエイトプロデューサー：岸根明[14]
- 撮影監督：矢部弘幸[14]
- 照明：多田一聖[14]
- 録音：関口浩平[14]
- 美術：棈木陽次[14]
- 美術プロデューサー：柴田慎一郎[14]
- アートコーディネーター：渡部哲也[14]
- スタイリスト：李靖華[14]
- 衣装：佐藤愉貴子[14]
- ヘアメイク：駒水友紀[14]
- スタントコーディネーター：富田稔[14]
- 編集：渡辺直樹[14]
- カラリスト：宮下蔵[14]
- EED：福地寿樹[14]
- VFXスーパーバイザー：菅原悦史[14]
- 音楽プロデューサー：谷口広紀[14]
- 音響効果：佐藤祥子[14]
- スクリプター：石田眞理[14]
- スケジュール：戸塚寛人[14]
- 配給：ワーナー・ブラザース映画[14]
- 制作プロダクション：ソケット[17]
- 製作：映画「かくかくしかじか」製作委員会（フジテレビジョン、ワーナー・ブラザース映画、S・D・P、東村プロダクション）

### 製作
東村は完璧な形での実現は不可能だろうと考え、長らく本作の映像化を断り続けていたが、永野を主演とする形での提案を受けた際に、考えを改めて自分自身が制作に関与する形で許諾。先生役に大泉を指名した上で、伊達さんとともに脚本も手がけた他、美術監修なども自ら行った。